# Emuellidae
Emuellidae (лат.) — небольшое семейство трилобитов, морских артропод, обитавших в раннем кембрии у восточного побережья суперконтинента Гондвана, которое сейчас является Южной Австралией и Антарктидой. Семейство включают в отряд редлихиид (Redlichiida).

## Описание
Семейство отличается от других трилобитов набором уникальных признаков. На головном щите (цефалоне) расположены генальные шипы, направленные назад и достигающие третьего-шестого сегментов торакса. Контуры глаз соприкасаются с задней стороной передней доли глабеллы и простираются в стороны и назад, примерно параллельно переднему (лобному) и боковому краю цефалона. На стыке между контурами глаз и передней долей головной оси (глабеллой) имеются небольшие отчётливые углубления. Торакс достигает максимальной ширины на шестом сегменте. Передняя часть проторакса состоит из шести сегментов, пятый и шестой слиты воедино, и на шестом располагаются длинные, направленные назад шипы. Задняя часть (опистоторакс) состоит из разнообразных, но экстремально многочисленных сегментов (их количество может достигать 97).
Цефалон: кранидиум субквадратный; глабелла цилиндрическая и слегка сжата на S3; три пары глабельных борозд; предглабельное поле короткое или отсутствует; контуры глаз широкие и длинные, слегка направлены назад вдоль боков; глазная доля в форме полумесяца; задняя область фиксигены с точкой опоры; свободные щёки (либригены) с длинными шипами; гипостома ограничена узкой ростральной пластинкой и прикреплена к ней.
Торакс разделён на проторакс из шести сегментов (на шестом очень длинные, направленные назад боковые шипы) и экстремально длинный опистоторакс, количество сегментов в котором может достигать 97 (Balcoraciana dailyi — рекордсмен среди трилобитов по количеству сегментов в тораксе).
Пигидий: мелкий сегментированный диск.

## Таксономия
Окаменелости, которые сейчас включают в семейство Emuellidae, впервые были открыты доктором Б. Дэйли из Департамента геологии Университета Аделаиды в 1956 году.

### Позиция Emuellidae в отряде редлихиид
Первоначально Emuellidae были описаны как часть подотряда Redlichiina. Примитивные черты животных заставили предположить, что Emuellidae в действительности являлись стем-группой трилобитов, и что у представителей подотряда Olenellina наблюдаются вторично сросшиеся лицевые швы. Позднее Emuellidae размещали в собственном надсемействе Emuelloidea, признавая, что трилобиты без лицевых швов (Olenellina) являются стем-группой. Такая версия повлекла за собой кластеризацию Emuellidae в новом надсемействе Ellipsocephaloidea. В дальнейшем Emuellidae определили как раннюю ветвь подотряда Redlichiina, ближайшие родственники этих трилобитов — роды Bigotina и Abadiella, а также сплочённая группа семейств Estaingiidae, Ichangiidae и Ellipsocephalidae.

### Роды, включаемые в Emuellidae
Раньше в семейство включали род Holyoakia. Хвостовой щит (пигидий) Holyoakia примерно такого же размера как кранидиум (глабелла с фиксигенами), в котором хорошо различимы ось, восемь осевых колец, хорошо развитые плевральные рёбра и бороздки и колючий край. Однако пигидии у Emuella и Balcoracania плохо дифференцированы, мелкие и с гладким краем. В дальнейшем исследователи включили Holyoakia в семейство Dorypygidae.

## Распространение
Balcoracania daily присутствует в верхней зоне нижнего кембрия (верхний ботомский ярус) Южной Австралии (Конгломерат Уайт-Пойнт, участки мыса Эстен и залива Эму, остров Кенгуру; слой Варраги, формация Билли-Крик, Флиндерс-Рэйндж; слой Коадс-Хилл, формация Билли-Крик, Рипхук-Хилл). Balcoracania sp. была найдена в нижнем кембрии Антарктики (известняки Шаклетон, центральные Трансантарктические горы).
Emuella dalgarnoi найдена в верхней зоне нижнего кембрия  (верхний ботомский ярус) Южной Австралии (сланцы Эму-Бэй, остров Кенгуру).
Emuella polymera найдена в верхней зоне нижнего кембрия (верхний ботомский ярус) Южной Австралии (участок мыса д'Эстен, остров Кенгуру).

## Видовой ключ
| 1 | Цефалон субпентагональный. Глабелла соприкасается с передним краем цефалона. Ось на третьем сегменте торакса гораздо шире, чем каждая плевральная зона. До 58 сегментов в тораксе. → 2                                                                                |
| - | Цефалон полукруглый. Небольшое расстояние между глабеллой и передним краем цефалона. Ось на третьем сегменте торакса почти такая же широкая как каждая плевральная зона. До 103 сегментов в тораксе. Южная Австралия и Антарктика. → Balcoracania dailyi Pocock, 1970 |
| 2 | Задняя кайма цефалона более узкая между средней линией и внутренним углом, чем между внутренним и общим углом. Южная Австралия. → Emuella polymera Pocock, 1970 |
| - | Задняя кайма цефалона более широкая between между средней линией и внутренним углом, чем между внутренним и общим углом. Южная Австралия. → Emuella dalgarnoi Pocock, 1970                                                                                            |